# 科斯特湖 (沃洛格達州)
60°17′16″N 37°0′25″E / 60.28778°N 37.00694°E
科斯特湖（俄语：Костозеро），是俄羅斯的湖泊，位於該國西北部，由沃洛格達州負責管轄，長2公里、寬0.6公里，面積0.69平方公里，湖岸線長度6.3公里，集水區面積14平方公里，平均水深1.7米，最大水深2.5米。